# Read More
Il Read More, altrimenti indicato anche come Jump o Salto, è una funzionalità introdotta in alcuni content management system per mostrare in homepage solo il riassunto del post. Per poterlo visualizzare completamente in genere occorre cliccare su un collegamento posto alla fine del riassunto o sul titolo dell'articolo.
WordPress usa questa funzionalità fin dalle prime versioni mentre su Blogger è stata introdotta nel settembre del 2009.